# 빅카메라
빅카메라(일본어: ビックカメラ 빗쿠카메라[*], 영어: BIC CAMERA)는 일본의 가전제품 소매업체이다. 군마현 다카사키시에서 창업하여 도쿄도 이케부쿠로에 본점을 두고 있다.
전자제품 판매업체 중 매출액은 야마다전기에 이어 일본 2위다. 자회사로 고지마, 소프맵 등이 있다.

## 개요
1968년에 군마현 다카사키시에서 창업해, 1978년에 도쿄 지점(후에 이케부쿠로 키타구치점으로 개칭, 폐점)을 개점해 이케부쿠로에 진출했다.
기업명에 「카메라」라고 붙어 있는 대로, 창업 초기에는 카메라 전문의 할인점이었지만, 그 후 가전제품, PC등의 판매에 참가했다. 1990년대 이후에는 주류, 골프채, 침구, 고급 명품, 자전거, 완구, 과자, 음료 등 다양한 품목을 취급하고 있다.
PC판매는 기존보다 하던 판매를 강화해 1994년 '주식회사 빅 PC관(ビックパソコン館)'을 설립하고 이후에도 적극적으로 매장을 냈으나 2000년 이후 PC 판매가 하락하자 2003년 빅카메라 본체에 흡수 합병했다.
그 후 2006년에는 주식회사 소프맵을 연결 자회사화해 중고 PC 등의 매입에 있어 높은 노하우를 가진 소프맵은 빅카메라 기존 출점 지역에서의 매장 확장 외에 센다이를 비롯한 빅카메라가 출점하지 않은 지역을 간접적으로 커버하고 있다. 또, 많은 빅 카메라 점포에 소프맵의 카운터를 마련하고 있고, 그 중에는 인숍으로서 중고 판매(PC, 파츠, 소프트, 게임)를 실시하고 있는 점포도 있다.
확대 노선의 일환으로서 당시 가전제품 소매업 중에서 매상고 6위였던 주식회사 코지마와의 사이에, 자본 업무 제휴 계약을 체결해, 2012년 6월 26일부터 코지마가 실시한 제삼자 할당 증자에 의해 3900만주를 취득해, 50.06%의 의결권을 취득하는 것과 동시에 임원을 파견해, 동사를 연결 자회사화했다. 이것에 의해서, 역근처형 점포와 교외형 점포를 겸비한 가전 양판점 그룹이 되었다. 양사를 합한 그룹 전체의 매상고는 업계 2위이다.

## 특징
레일 사이드 전략을 취하고 있어, 요도바시카메라와 함께 도시부의 역 근처에 출점하는 일이 많다. 대형점의 출점 경향으로서 2001년에 유라쿠초 소고가 철퇴한 요미우리 회관에 유라쿠초점을 오픈시켰다.
이것 이외에도 백화점 철거지에의 출점이 많다. 2000년대 후반 이후는 JR각사가 재개발에 의해 새롭게 건설하는 역 직결 시설내에의 신규 출점 및 이전을 진행시키고 있어 2008년 3월의 신요코하마점 이전 이후, 미토역점까지의 신규 출점은 모두 역 직결 시설내에의 출점이다.
2010년대 시점에서는 역빌딩 건설에 맞추어, 소형 정령지정도시 역 앞, 및 지방 중핵도시 역 앞으로의 출점을 강화하고 있는 것 외에 아울렛 사업의 개시에 맞추어 종래의 출점 장소와는 다른 전략을 내세운다고 하고 있다. 또, 아카사카미쓰케역점이나 히로시마역 앞점 등, 역 직결 시설에의 출점도 계속해 행하고 있다.
자세한 상품 정보를 요구하는 고객에게 대응하기 위해, 판매 부문 마다, 지식과 경험이 풍부한 점원을 '전문 판매원'으로서 배치하고 있다. 전문 판매원은 왼쪽 팔에 녹색 완장이 달려 있다.
또, 대량 구매 수요에 응하는 '묶음 구매 어드바이저'를 19개 점포에서 도입하고 있다. 고객과 함께 각 판매층을 돌며 토탈코디를 실시하고, 회계도 마지막으로 일괄적으로 실시한다. 덧붙여 원칙으로서 전화 또는 인터넷에 의한 사전 예약이 필요하다.
대규모 가전제품 판매 체인점은 가격 인하 협상이 가능하고, 빅카메라도 예외는 아니다. 특히 대기업의 라이벌 점포보다 가격이 비싼 경우는 동등하거나 그 이하로 가격을 인하해 주는 경우가 있다. 다른 온라인 쇼핑 사이트에서 더 싸게 파는 경우에도 협상하면 포인트를 포함한 실질적인 판매가격을 동등하거나 그 이하로 깎아주는 경우도 있지만 비교 대상이 아마존 등 오프라인 점포가 없는 경우는 어려울 수 있다. 이것은 가격대나 상품에 따라 다르기 때문에 케이스 바이 케이스이며, 반드시 가격 인하해 주는 것은 아니지만 교섭해 볼 가치는 있다.

## 역사
- 1968년 3월 - 아라이 류지가 군마현 다카사키시에 주식회사 다카사키 DP센터 설립
- 1972년 5월 - 주식회사 다카사키 DP센터의 카메라 판매부문을 분리하여 주식회사 빅칼라 설립
- 1978년 - 주식회사 빅칼라에서 주식회사 빅카메라(다카사키)로 기업명 변경. 5월에 도쿄 지점(후의 이케부쿠로 키타구치점) 개설
- 1980년 11월 21일 - 주식회사 빅카메라 설립. 주식회사 빅카메라(타카사키) 도쿄 지점을 계승해, 이케부쿠로점(후의 이케부쿠로 키타구치점)으로 한다.
- 2003년 10월 - 인터넷 쇼핑몰 '빅카메라.com' 개설
- 2006년 2월 - 주식회사 소프맵을 연결 자회사화
- 2012년 5월 11일 - 주식회사 코지마와 업무자본제휴 체결. 6월 26일, 코지마에 의한 제삼자 할당 증자를 받아들여 50.06%의 지분을 취득해 연결 자회사화

## 이름의 유래
올바른 표기는 ビックカメラ(BIC CAMERA)이며 ビッグカメラ(BIG CAMERA)가 아니다. Bic는 발리의 속어로 '크다(Big)'라는 의미를 가지는 한편, 단지 클 뿐만 아니라 내용을 수반한 크기라는 의미도 있다.
'한없이 크고, 한없이 무겁고, 한없이 넓고, 한없이 순수하게. 그냥 큰 돌이 아니라 작지만 빛나는 다이아몬드 같은 기업이 되고 싶다'는 희망을 담아 명명했다.
중국어 한자 표기는 '必客 (Bì kè)'이나 '必客家美乐', '必客家美樂' (Bì kè jiā měi lè)'가 쓰이지만 '必酷 (Bì kù)'으로 표기되기도 한다. 발음은 모두 'ビック(비-쿠)'과 비슷하다.
한국어로는 '빅카메라'이며, Big와 Bic은 둘 다 같은 표기, 같은 발음이다. 일본식으로 발음하면 '빗쿠카메라'라고 한다.

## 점포
도쿄도 도시마구의 이케부쿠로역 동쪽 출구에 본점을 두고, 2021년 3월 기준으로, 일본 17개의 도도부현에 직영 점포 45개, 일본 공항 빌딩 주식회사와의 출자에 의해 설립된 Air BIC 주식회사가 운영하는 Air BIC CAMERA는 7개 점포가 있다.
철도역 근처에 출점하는 것이 기본이며, 그룹 밖의 타사가 소유하는 역 앞의 상업 시설에 세입자로서 입주하는 케이스가 많다. 같은 형태를 취하고 있는 요도바시카메라는 자사에서 토지를 취득해 빌딩을 건설하거나 건물의 철거지나 건물 자체를 매입하는 경우가 많아, 차이를 볼 수 있다.

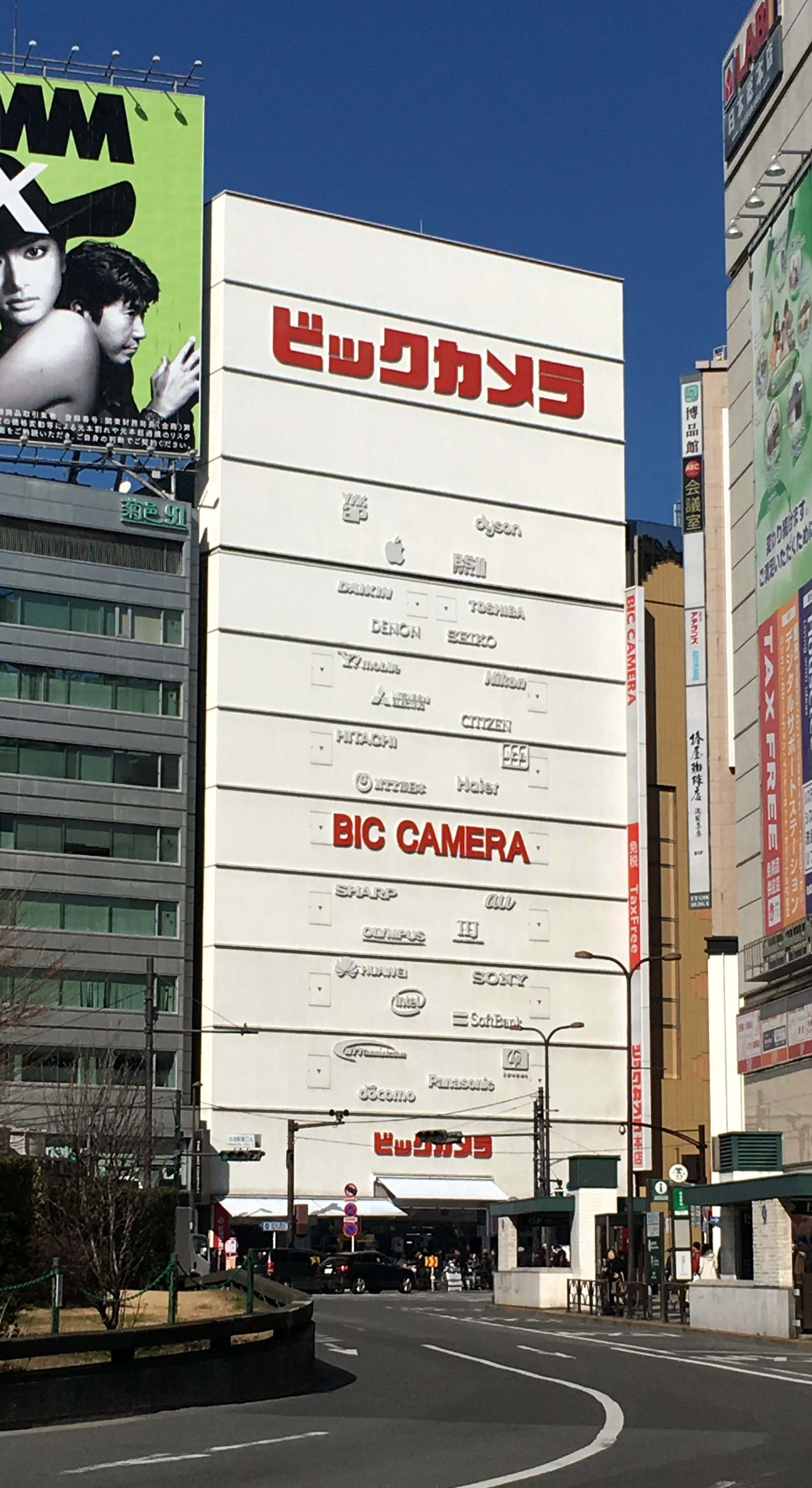
빅카메라 이케부쿠로 본점
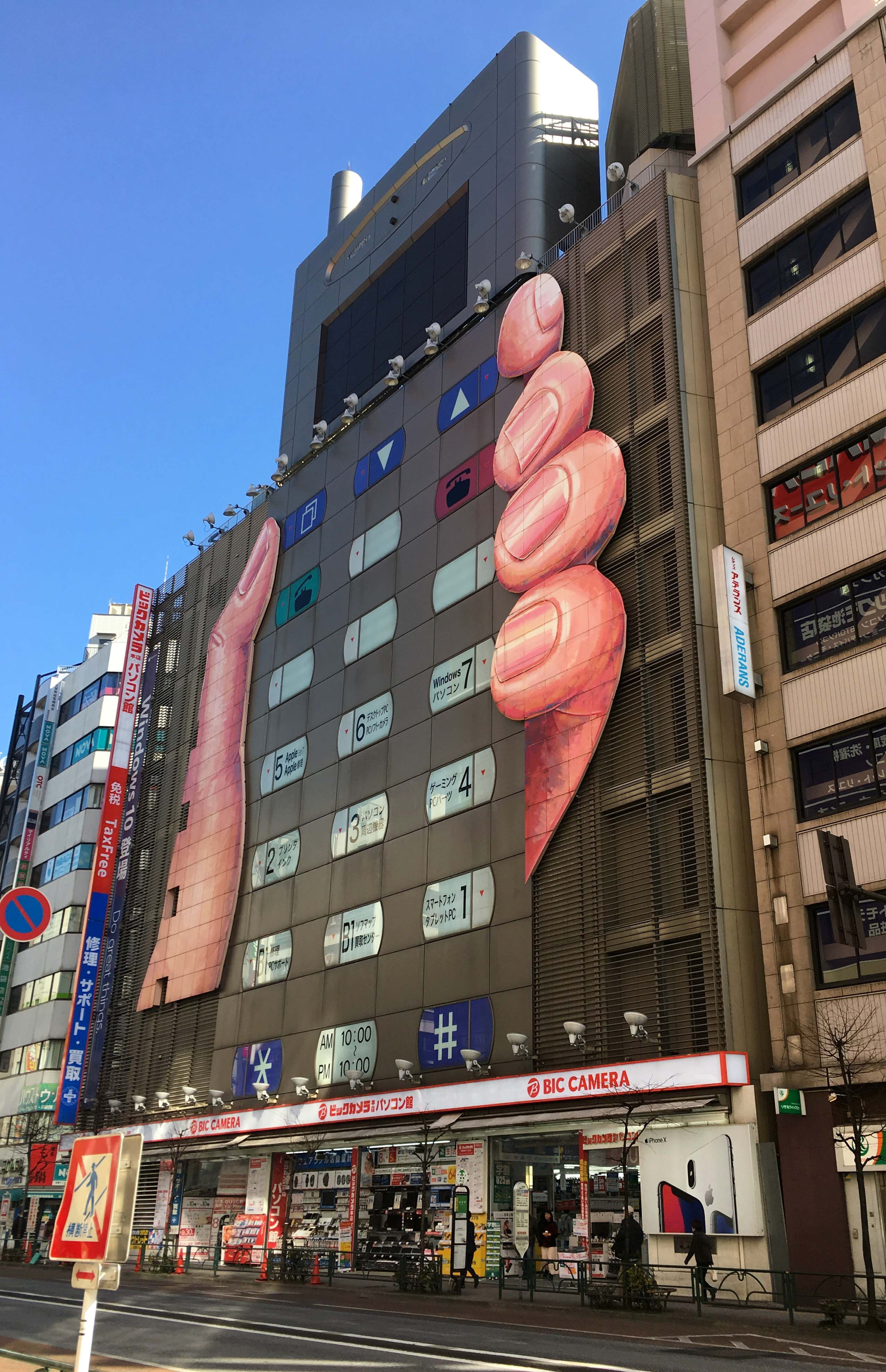
빅카메라 이케부쿠로 카메라·PC관
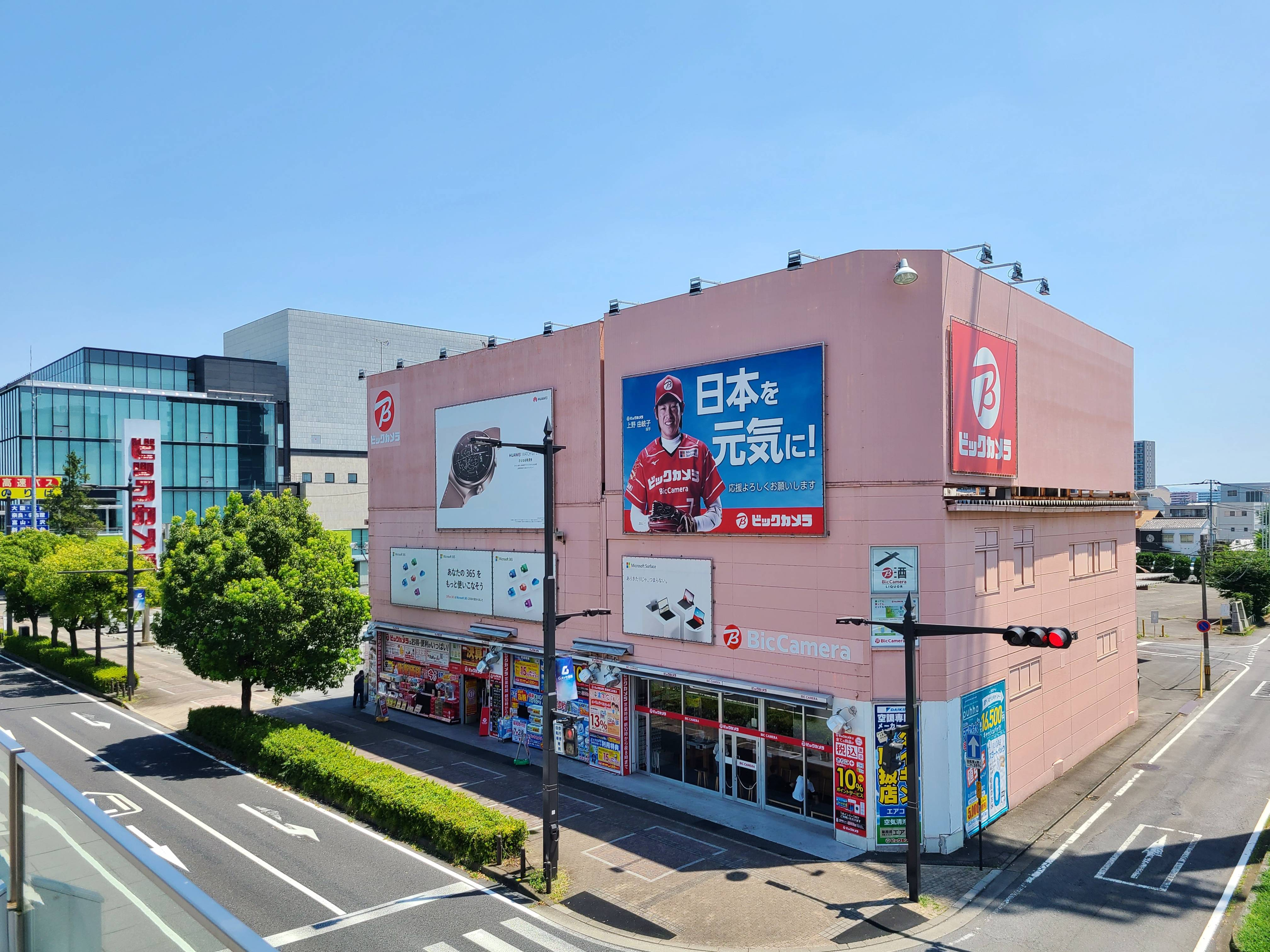
빅카메라 다카사키 동쪽출구점
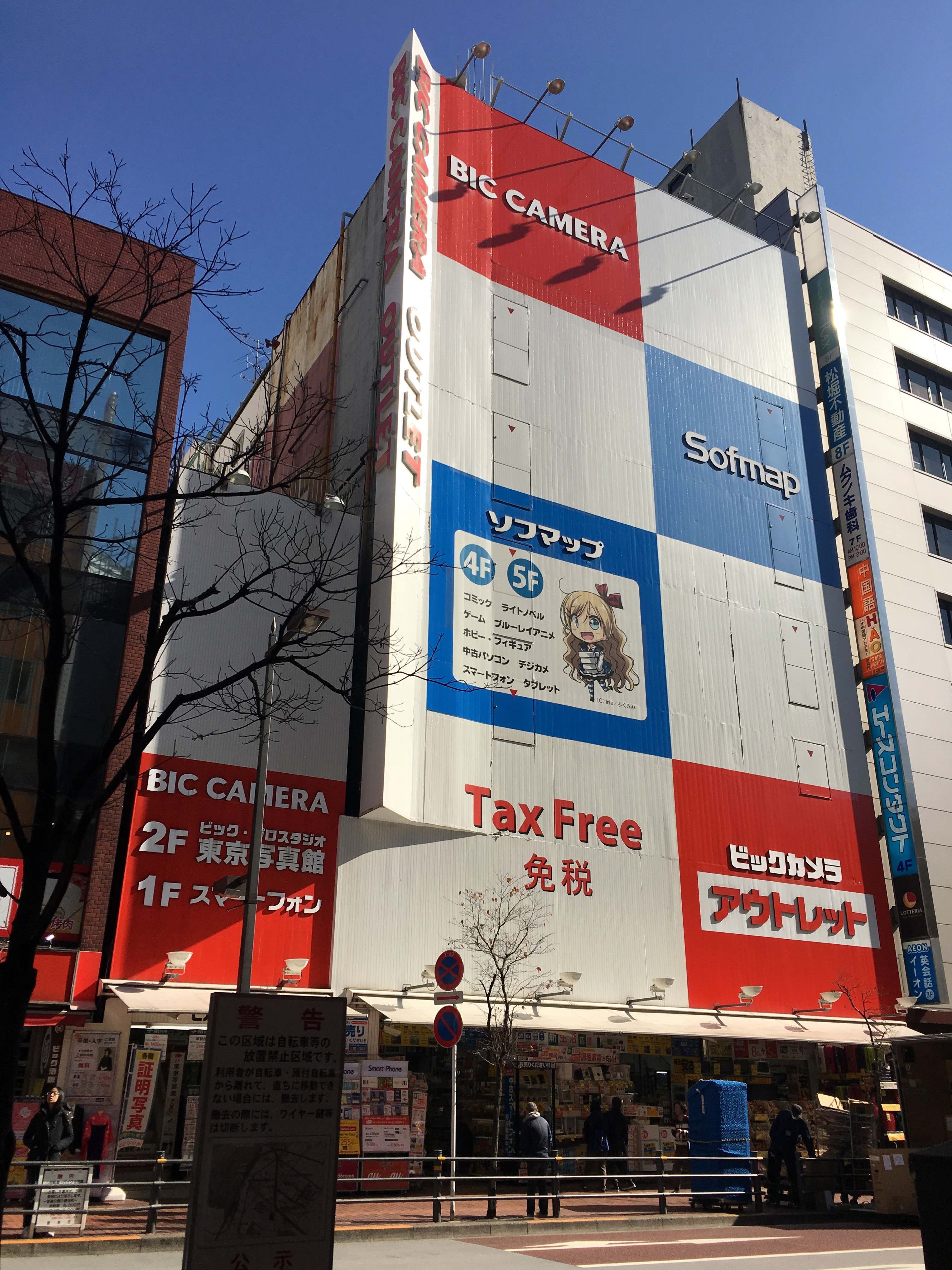
빅카메라 아울렛×소프맵 이케부쿠로 동쪽출구점
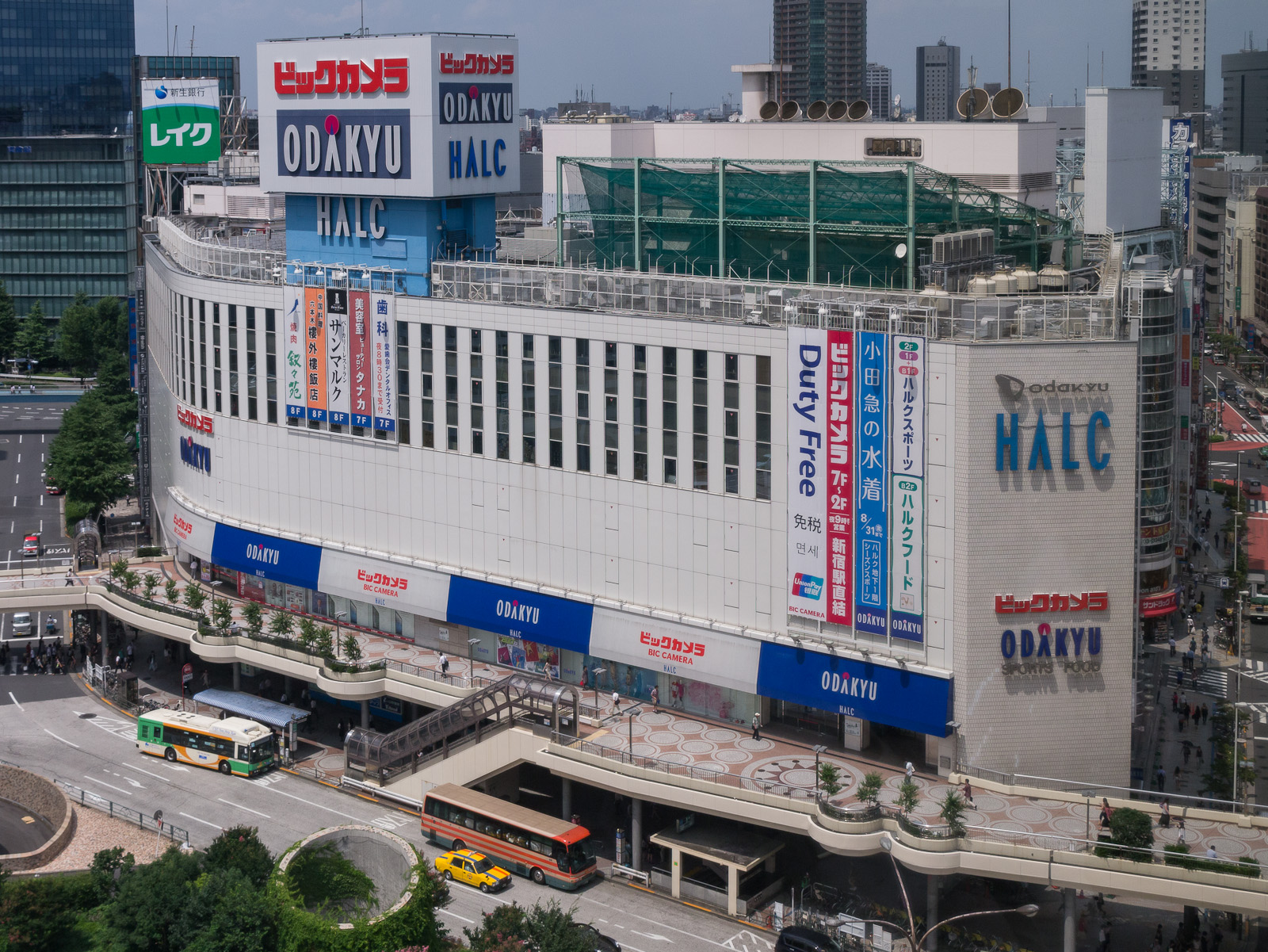
빅카메라 신주쿠 서쪽출구점
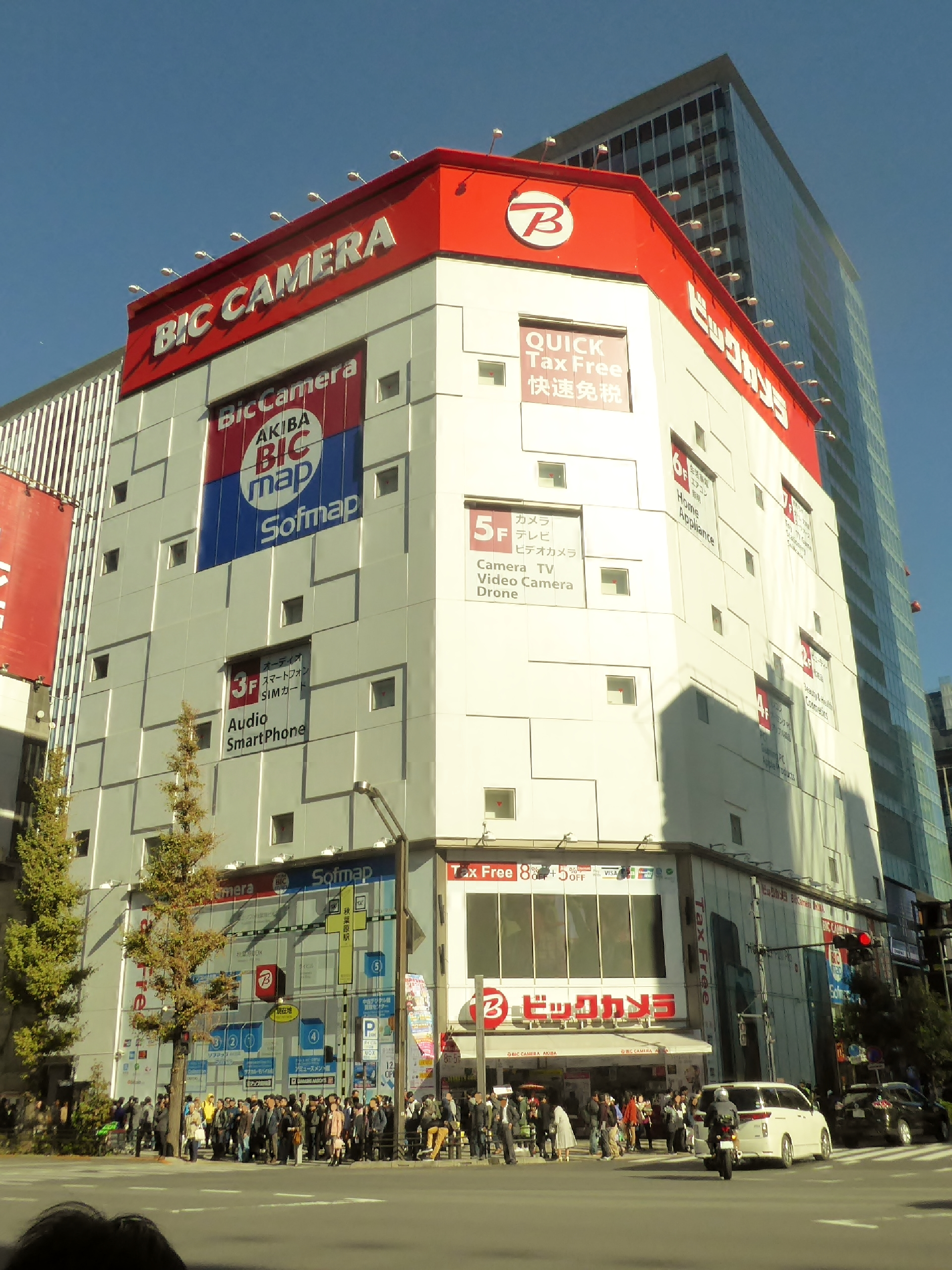
빅카메라 AKIBA
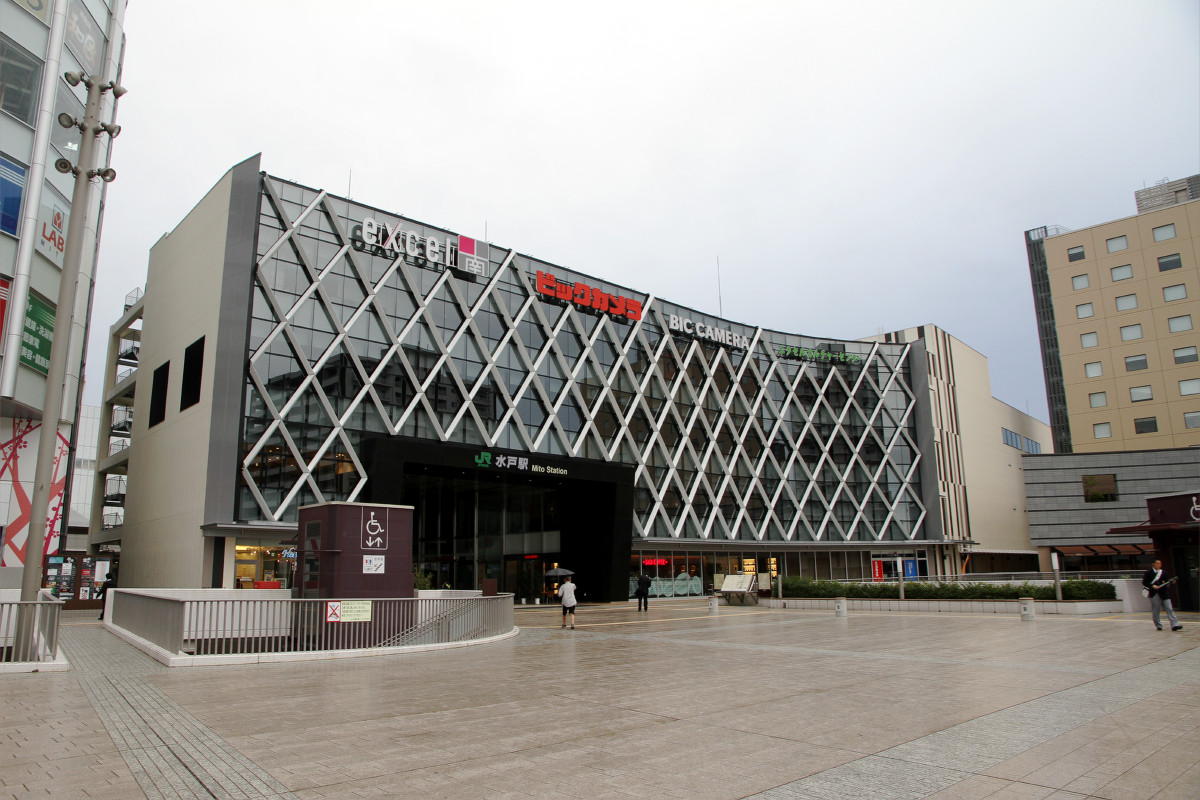
빅카메라 미토역점
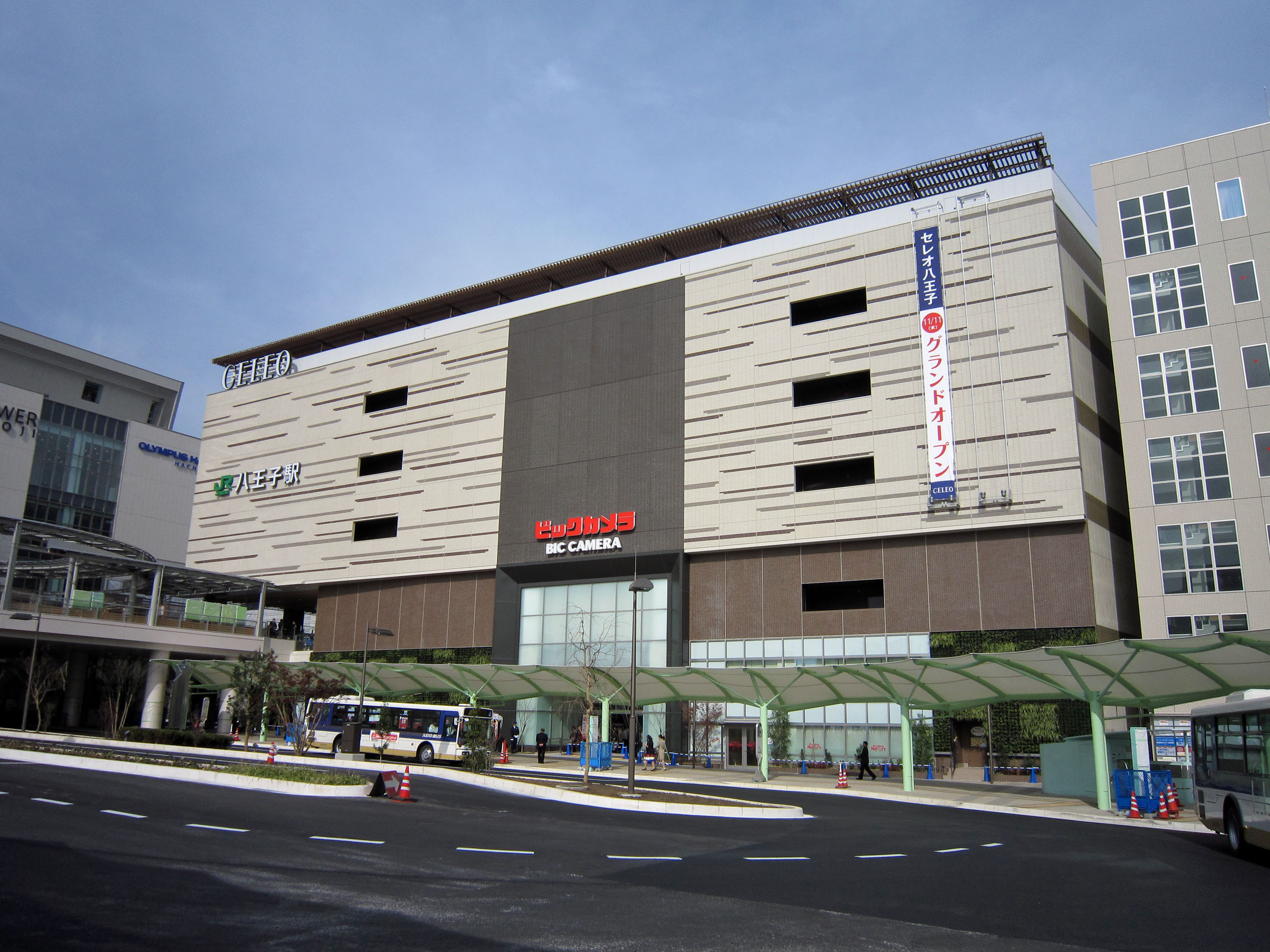
빅카메라 JR하치오지역점
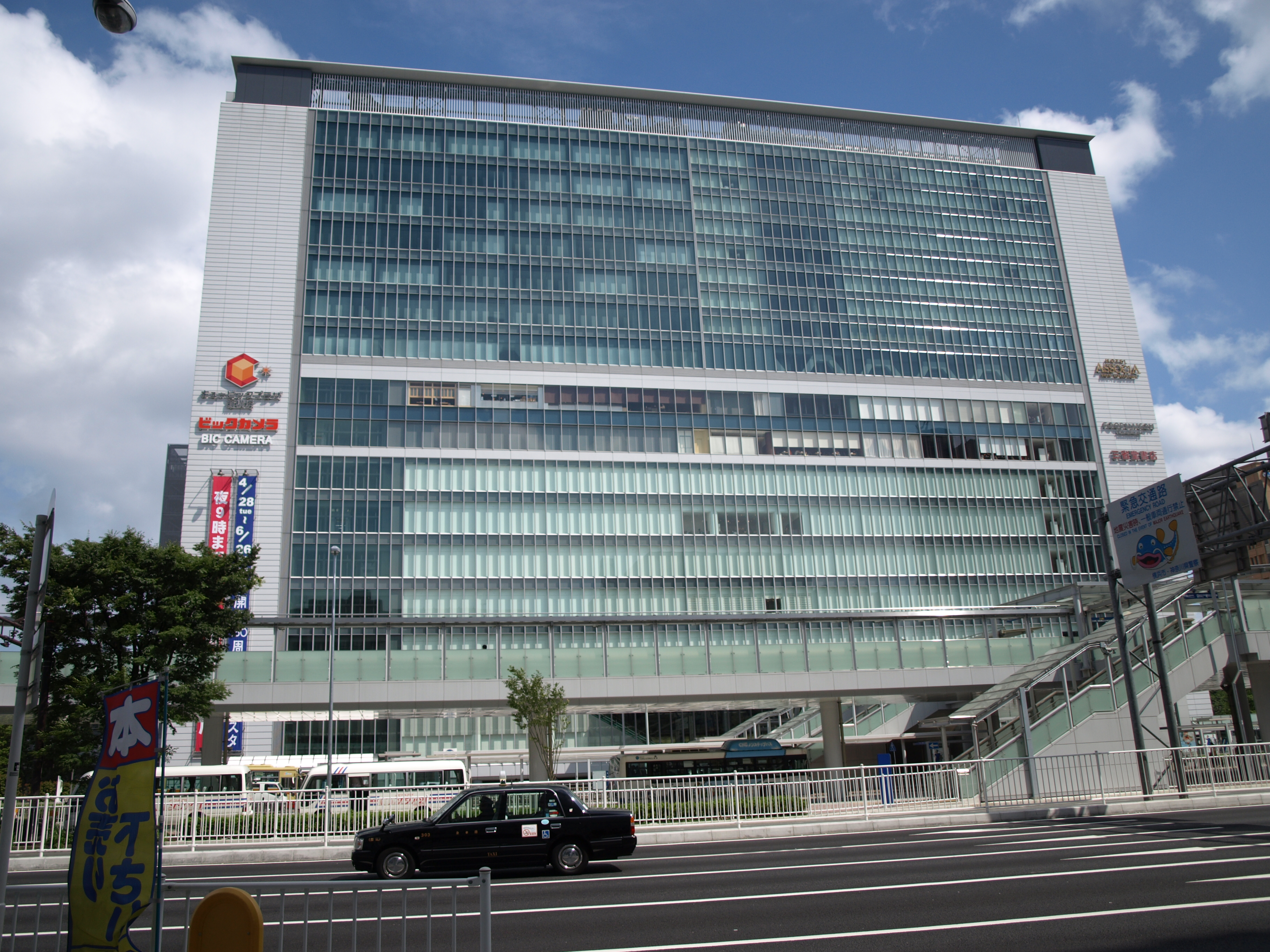
빅카메라 신요코하마점
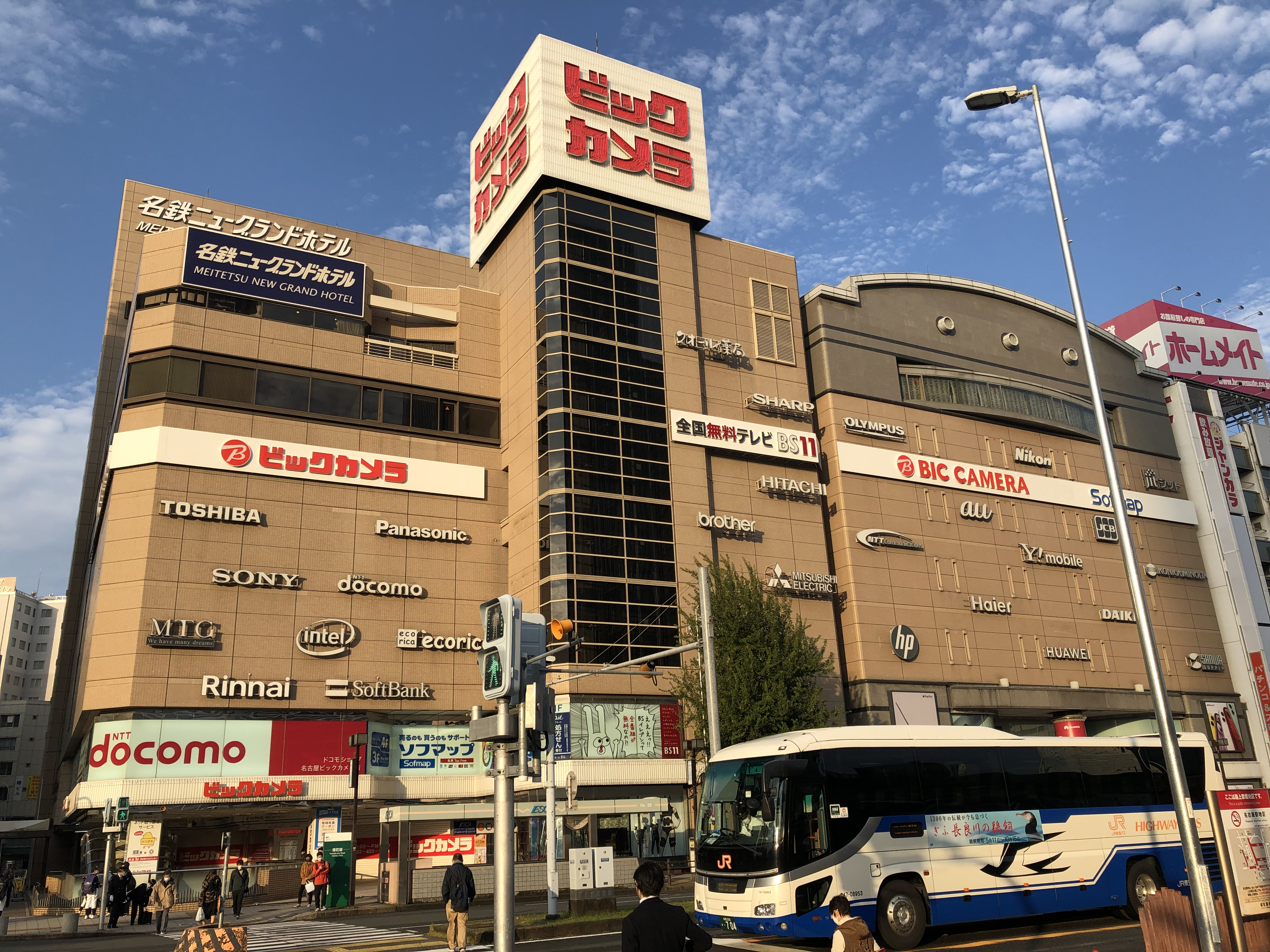
빅카메라 나고야역 서쪽점
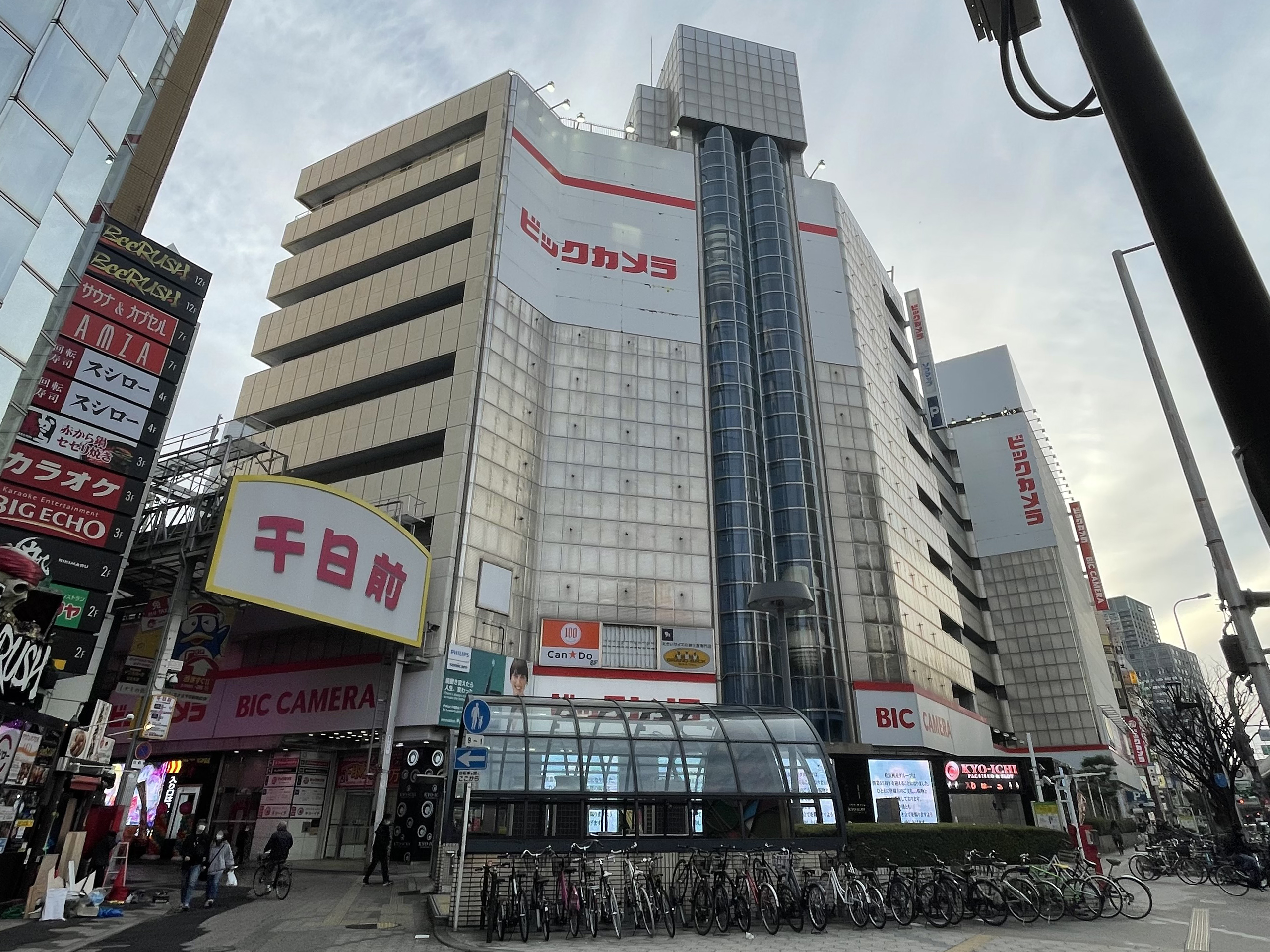
빅카메라 난바점
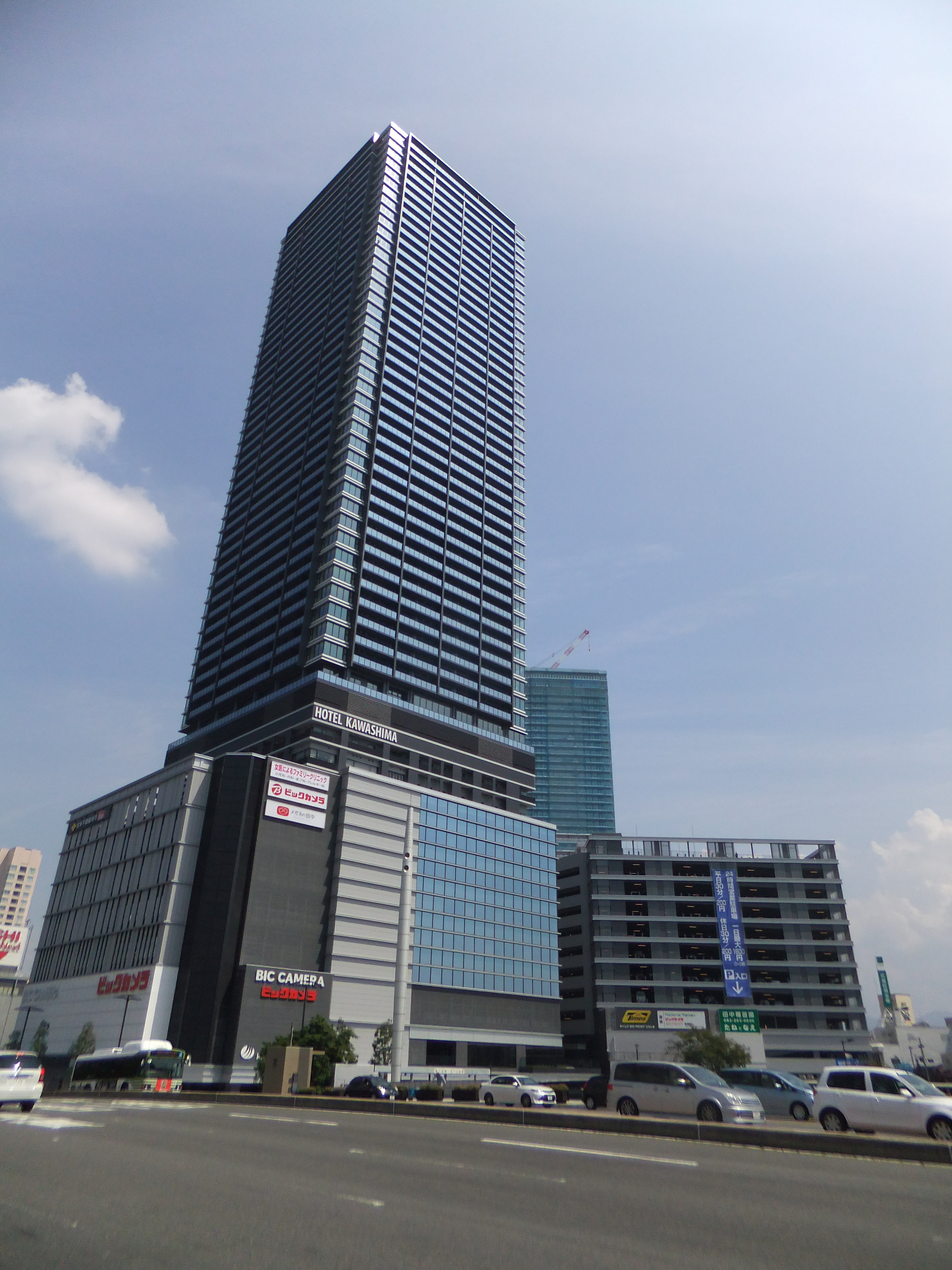
빅카메라 히로시마역 앞점
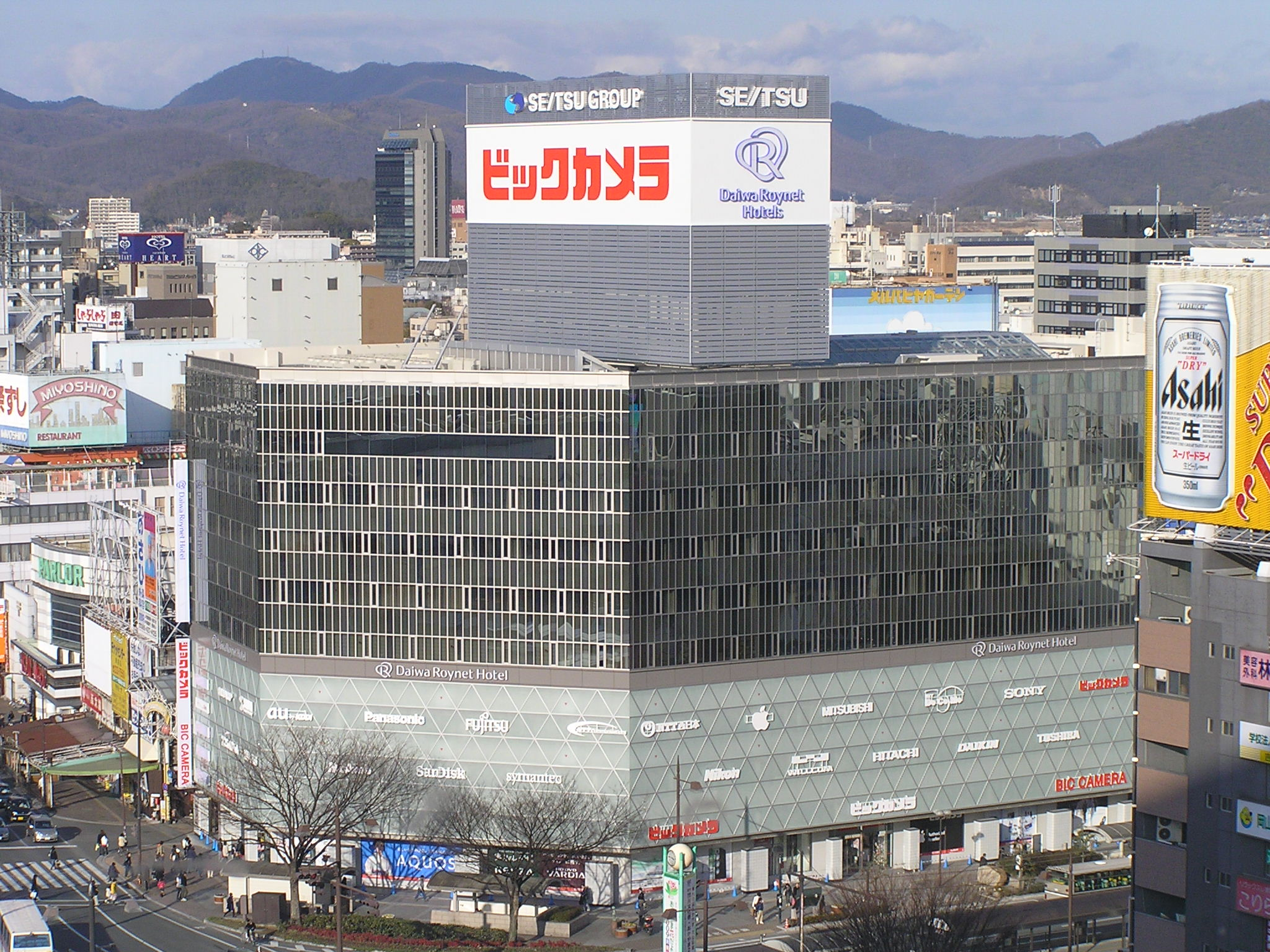
빅카메라 오카야마역 앞점
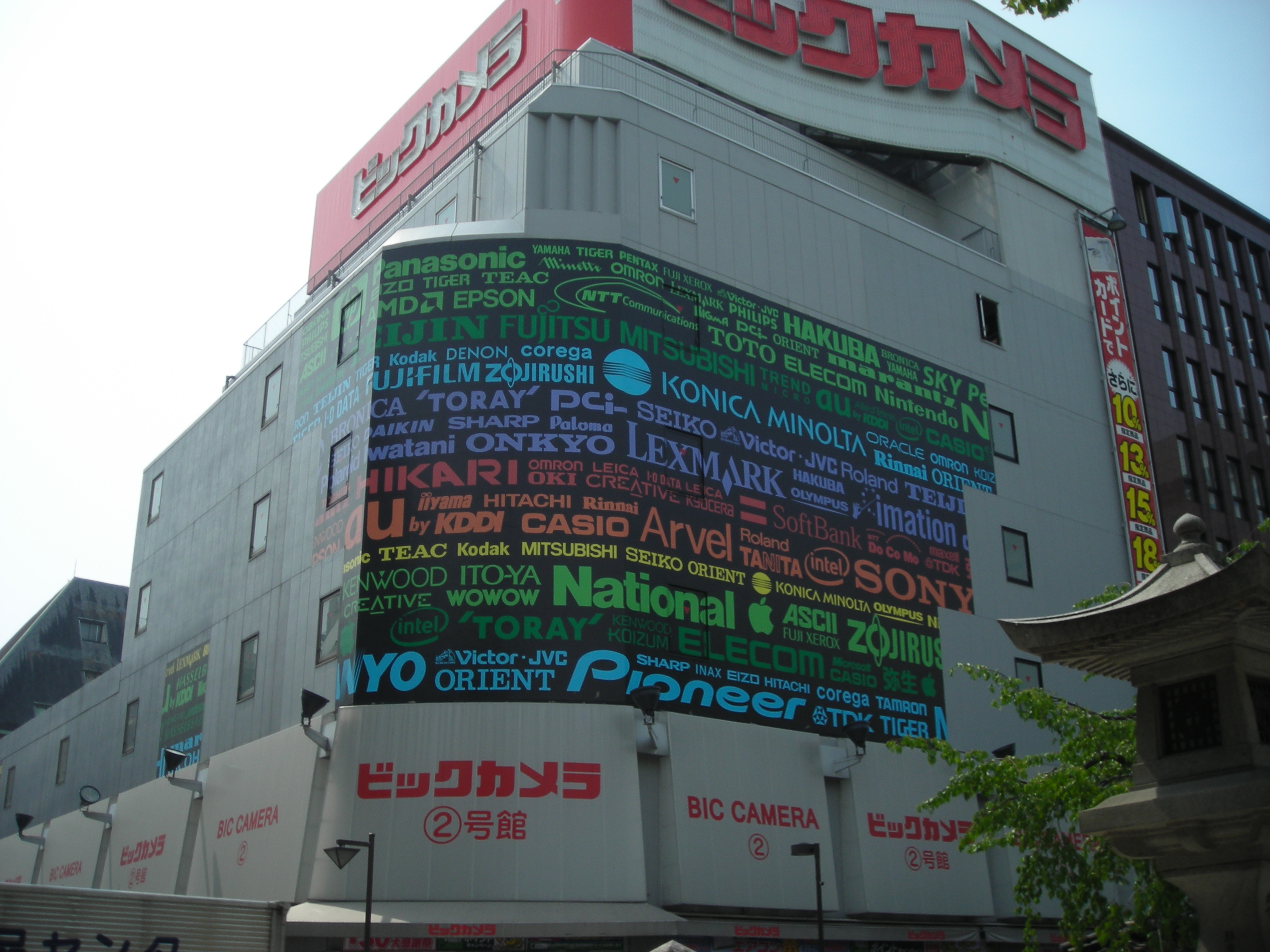
빅카메라 텐진2호관
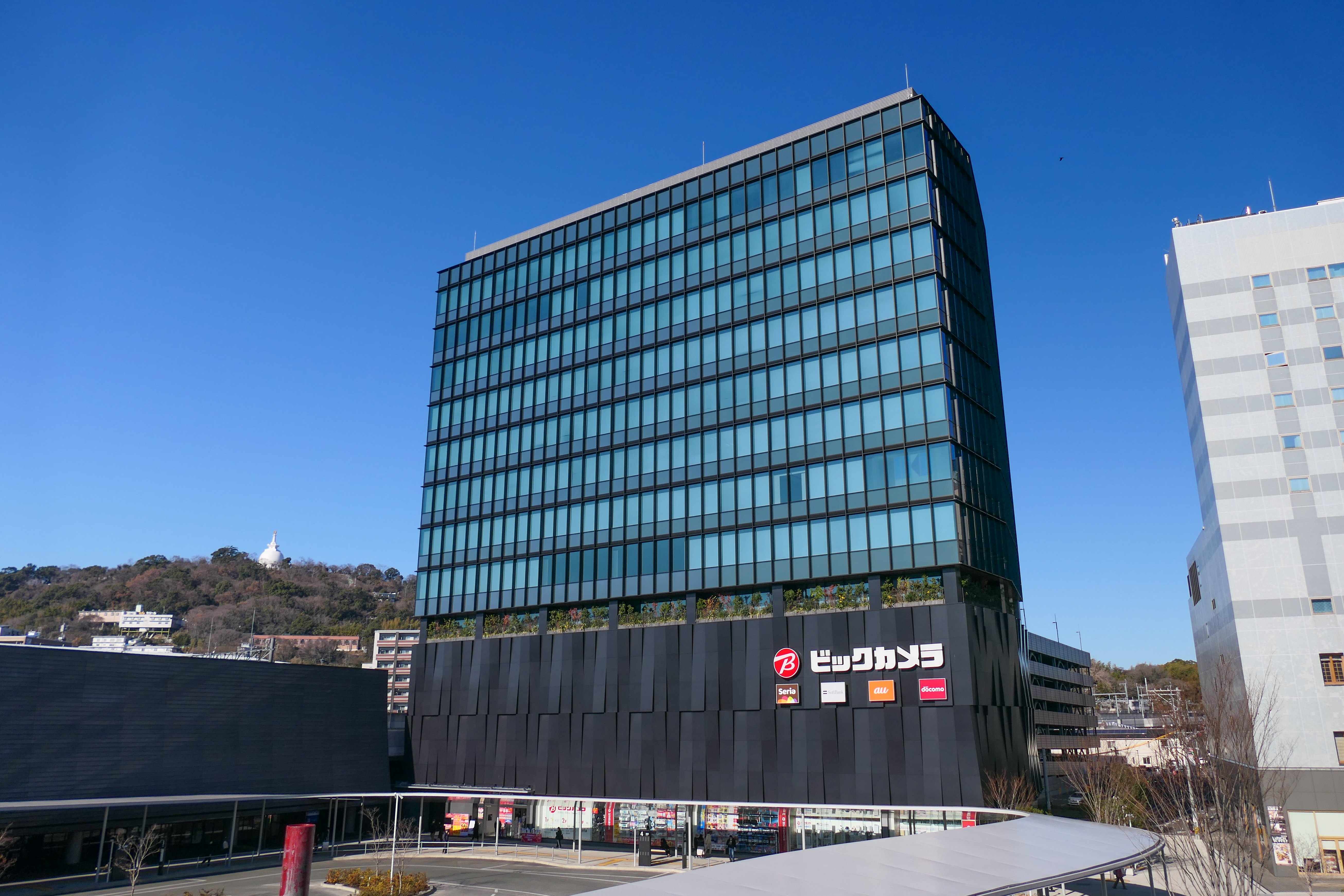
빅카메라 아뮤프라자 쿠마모토점

## 서비스

### 빅 포인트
계산대에서 '빅 포인트카드'라고 불리는 포인트 카드를 발급하고 있으며, 이를 제시하면 구매 금액에 따른 포인트를 적립할 수 있다. 빅카메라 스마트폰용 앱에서도 포인트카드 기능을 이용할 수 있다. 적립된 포인트는 다음 구매 시 1포인트 1엔어치로 사용할 수 있다.
현금 결제와 Suica, PASMO 등 교통카드 결제, nanaco, 라쿠텐Edy는 기본 10% 포인트가 환원되지만 신용카드와 iD, QUICPay 및 PayPay, LINEPay 등 모바일 결제는 8%로 떨어진다.
다만 빅카메라 그룹의 신용카드(빅카메라 Suica카드, 빅카메라 J-WEST카드, 빅카메라 JQ SUGOCA, 코지마×빅카메라카드)의 경우 기본 10% 포인트가 부여된다. 중국의 알리페이, 은련QR(UnionPay), 위챗페이, 한국의 네이버페이, 대만의 JKOPAY도 사용할 수 있다(기본 8% 부여).

### 당일 배송 서비스
도쿄도, 가나가와현, 사이타마현, 지바현, 오사카부의 일부 지역에서는 재고가 있으면 인터넷으로 구매한 일부 상품의 당일 배송이 가능하다. 도쿄23구내는 14시까지 주문하면 그날 18시부터 22시까지 배송된다.

### 인터넷 상품 보관 서비스 (ネット取り置きサービス)
빅카메라닷컴에서 상품을 찾고 장바구니에 담기 전, '재고 및 전시 목록' 페이지에서 매장별 재고 현황을 확인할 수 있으며, 재고가 있거나 주문 상품이라도 준비 가능한 경우 상품을 확보하여 나중에 매장에서 수령할 수 있다.
상품 보관은 최대 10개까지이며 수령일은 7일 후까지 선택할 수 있다. 매장 영업 종료 1시간 전까지 신청하면 그날 재고 수배 상황이 메일로 전달된다. 영업시간 외에 신청하면 다음날 개점 후 메일로 받는다. 계산은 받는 날에 매장에서 한다.

### 장기 보증
13,800엔(부가세 별도) 이상의 상품을 구입 시, 계산대에서 장기 보증을 희망하는 것을 알리고, 구입 금액의 5%를 포인트(구입 상품에서 붙는 포인트를 사용)로 지불함으로써, 보증서에 적혀 있는 제조사 보증 기간으로부터 보증 기간을 연장할 수 있다.
연장 보증기간은 상품별로 다르며 에어컨, 냉장고는 10년, 카메라 관련, 가전제품은 5년, PC와 PC관련, 게임기, 포터블 오디오 등은 3년이다. 단, PC본체만 면책 1만엔이 발생한다. 덧붙여 에어컨, 냉장고의 10년 장기 보증은, 95,000엔(부가세 별도) 이상의 상품이 대상이다.